# Rally di Finlandia 2001

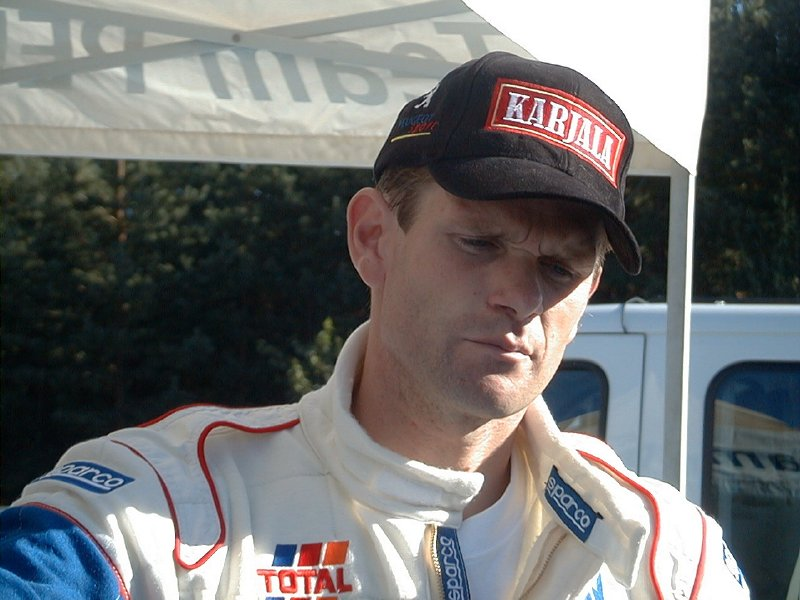
Marcus Grönholm al parco assistenza

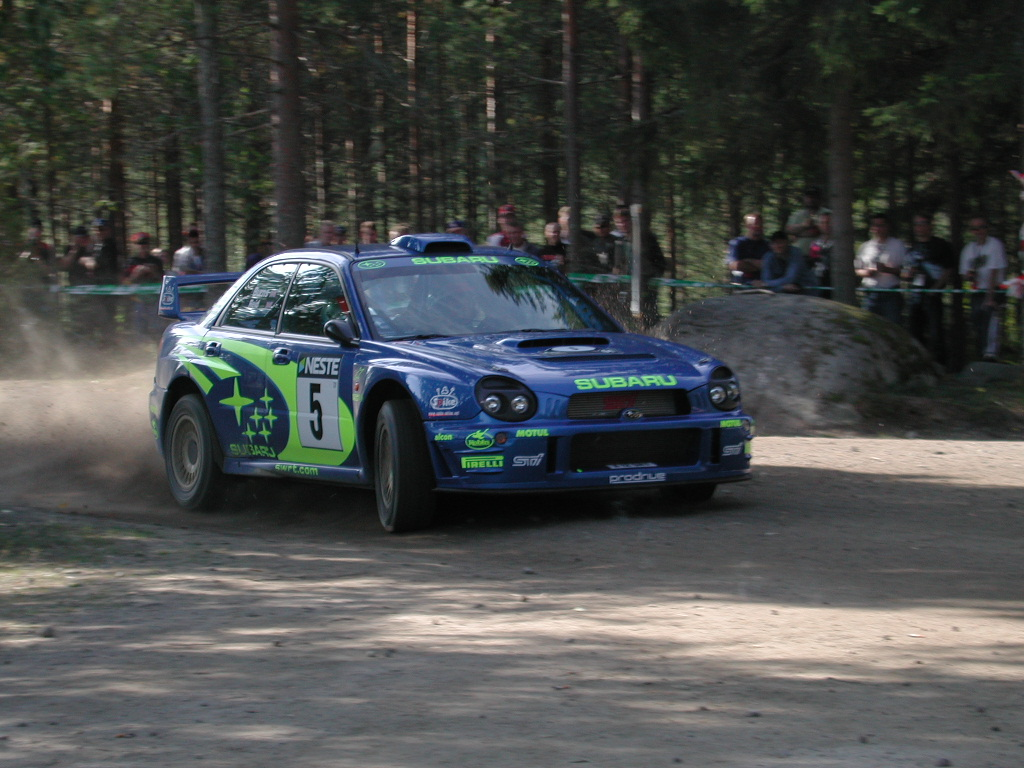
Richard Burns e Robert Reid, secondi classificati

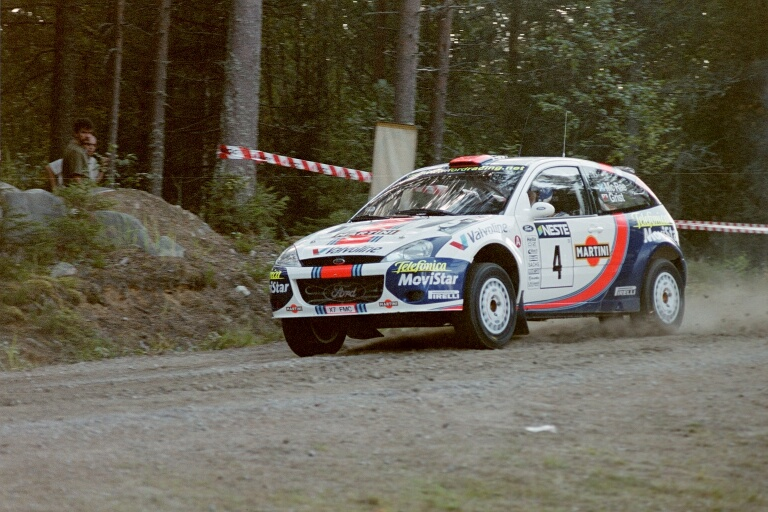
Colin McRae e Nicky Grist, terzi classificati

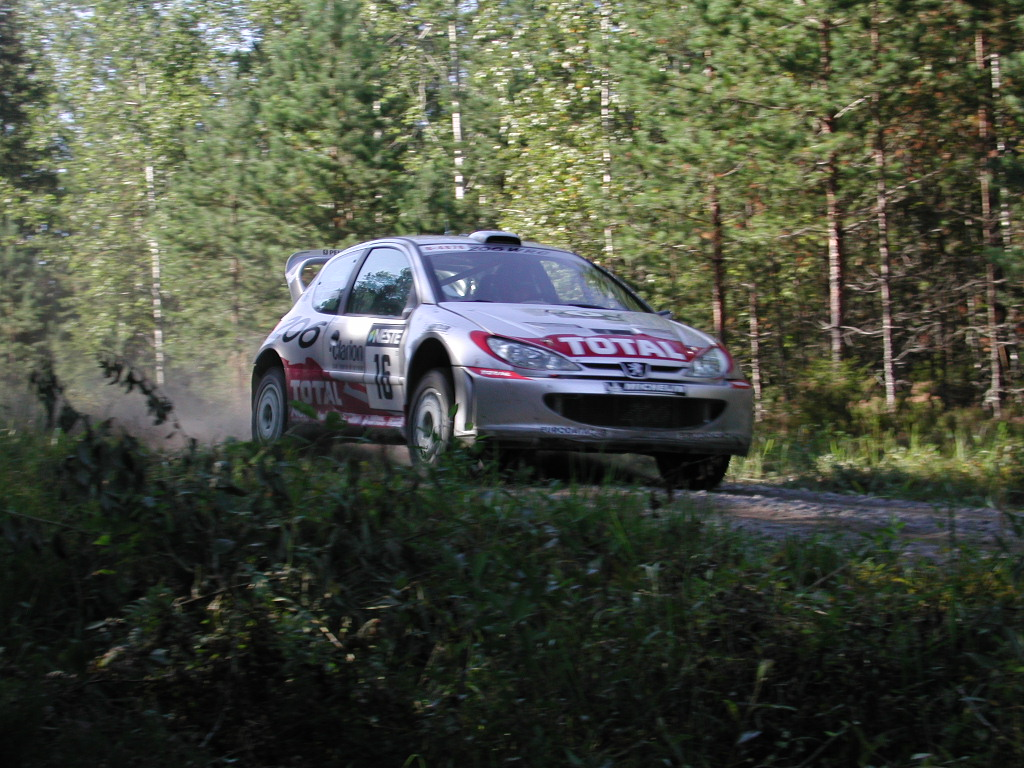
Harri Rovanperä e Risto Pietiläinen, quarti classificati

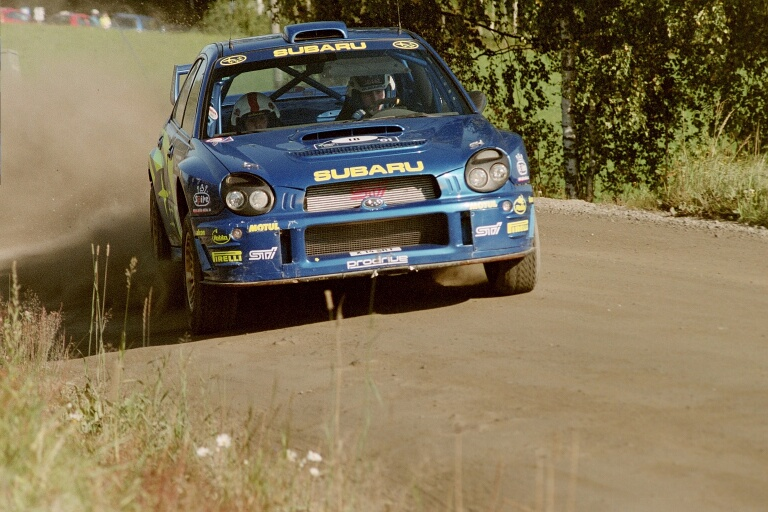
Markko Märtin e Michael Park, quinti classificati

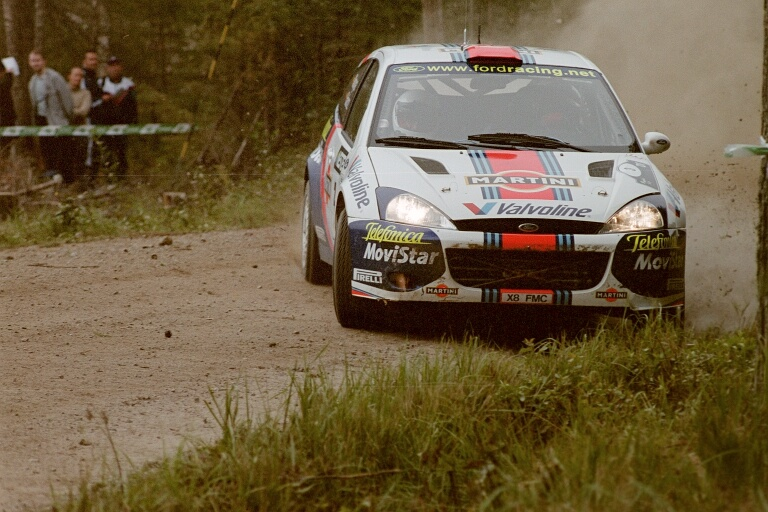
Carlos Sainz e Luis Moya, sesti classificati

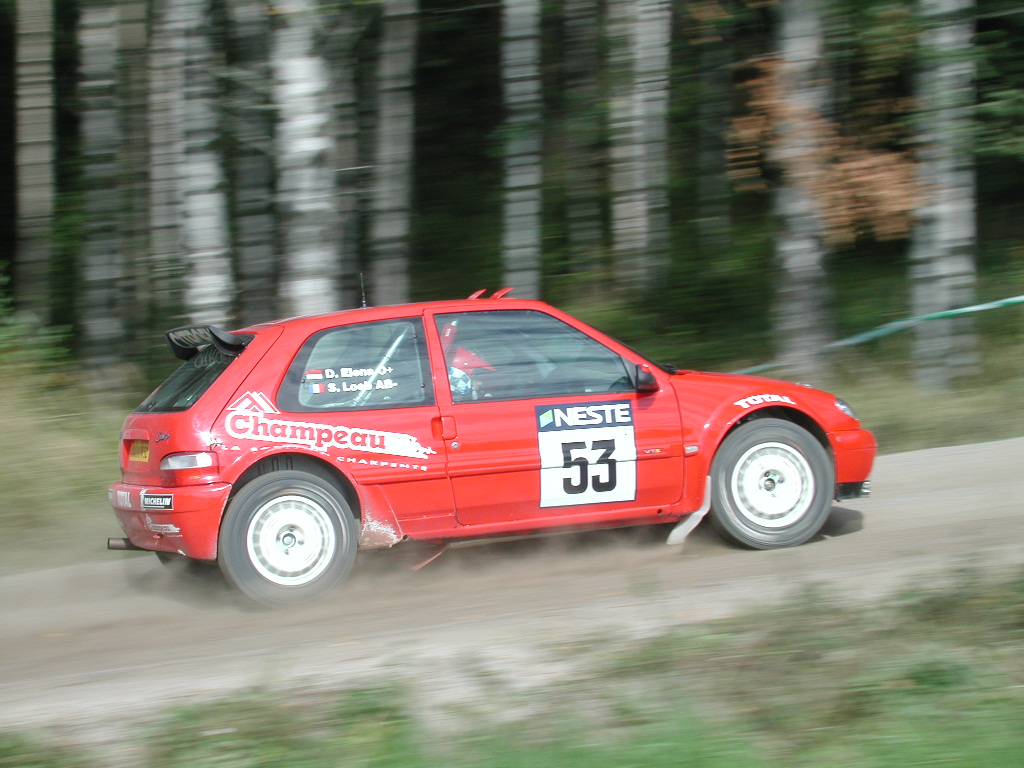
Sébastien Loeb e Daniel Elena, vincitori della classifica Super 1600

Il Rally di Finlandia 2001, ufficialmente denominato 51st Neste Rally Finland, è stata la nona prova del campionato del mondo rally 2001 nonché la cinquantunesima edizione del Rally di Finlandia e la ventottesima con valenza mondiale.

## Riepilogo
La manifestazione si è svolta dal 24 al 26 agosto sugli ondulati sterrati che attraversano le foreste della Finlandia Centrale, nel territorio attorno alla città di Jyväskylä, dove ebbe sede anche il parco assistenza per i concorrenti per la prima giornata, mentre per le restanti due venne allestito nell'aeroporto Halli, nel comune di Jämsä
L'evento è stato vinto dal finlandese Marcus Grönholm, navigato dal connazionale Timo Rautiainen, al volante di una Peugeot 206 WRC (2001) della squadra Peugeot Total, davanti alla coppie britanniche formate da Richard Burns e Robert Reid, su Subaru Impreza WRC2001 della scuderia Subaru World Rally Team, e da Colin McRae e Nicky Grist, alla guida di una Ford Focus RS WRC 01 del team Ford Motor Co. Ltd..
Gli argentini Marcos Ligato e Ruben Garcia, su Mitsubishi Lancer Evo VI, hanno invece conquistato la vittoria nella Coppa FIA piloti gruppo N, mentre l'equipaggio formato dal francese Sébastien Loeb e dal monegasco Daniel Elena si sono aggiudicati la terza tappa della Coppa FIA piloti Super 1600, alla guida di una Citroën Saxo S1600.
L'omanita Hamed Al-Wahaibi e il neozelandese Tony Sircombe hanno infine vinto la classifica della Coppa FIA squadre, alla guida di una Subaru Impreza WRC2000 della scuderia Oman Arab World Rally Team.

## Dati della prova
| Denominazione ufficiale             | Neste Rally Finland                                                                                                 |
| Edizione N°                         | 51 |
| Tappa N°                            | 9 di 14 |
| Data manifestazione                 | da venerdì 24/08/2001 a domenica 26/08/2001                                                                         |
| Sede ospitante                      | Jyväskylä (Finlandia Centrale, Finlandia)                                                                           |
| Sede parco assistenza               | Prima frazione: Hotel Paviljonki, Jyväskylä. Seconda e terza frazione: Aeroporto Halli, Jämsä (Finlandia Centrale). |
| Superficie                          | Terra |
| Direttore di gara                   | Simo Lampinen |
| Iscritti                            | 165 |
| Partiti                             | 160 |
| Arrivati                            | 79 (49,4%) |
| Prove speciali                      | 21 |
| Prova più breve                     | 2,06 km (PS9 e PS18: SSS Killeri)                                                                                   |
| Prova più lunga                     | 40,84 km (PS19: Moksi - Leustu)                                                                                     |
| Prova più lenta                     | velocità media di 91,33 km/h (PS9: SSS Killeri 1)                                                                   |
| Prova più veloce                    | velocità media di 128,94 km/h (PS21: Ouninpohja 2)                                                                  |
| Lunghezza prove speciali            | 406,38 km (24,2% della distanza totale)                                                                             |
| Lunghezza complessiva trasferimenti | 1270,75 km |
| Distanza totale                     | 1677,13 km |
| Media oraria del vincitore          | velocità media di 120,0 km/h (406,38 km in 3h23'12"8)                                                               |

## Itinerario
| Frazione            | Prova  | Ora    | Nome                                            | Partenza                                        | Arrivo                                          | Lunghezza | Totale    |
| ------------------- | ------ | ------ | ----------------------------------------------- | ----------------------------------------------- | ----------------------------------------------- | --------- | --------- |
| Frazione 1 (24 ago) | PS1    | 09:43  | Valkola 1                                       | Laukaa                                          | Laukaa                                          | 8,42 km   | 129,49 km |
| Frazione 1 (24 ago) | PS2    | 10:58  | Lankamaa 1                                      | Laukaa                                          | Laukaa                                          | 23,47 km  | 129,49 km |
| Frazione 1 (24 ago) | PS3    | 11:19  | Laukaa 1                                        | Laukaa                                          | Laukaa                                          | 12,40 km  | 129,49 km |
| Frazione 1 (24 ago) |        | 12:09  | Assistenza – Hotel Paviljonki, Jyväskylä (20 m) | Assistenza – Hotel Paviljonki, Jyväskylä (20 m) | Assistenza – Hotel Paviljonki, Jyväskylä (20 m) | –         | 129,49 km |
| Frazione 1 (24 ago) | PS4    | 13:25  | Mokkipera                                       | Petäjävesi                                      | Laukaa                                          | 13,38 km  | 129,49 km |
| Frazione 1 (24 ago) | PS5    | 14:06  | Palsankyla                                      | Uurainen                                        | Saarijärvi                                      | 25,47 km  | 129,49 km |
| Frazione 1 (24 ago) |        | 15:46  | Assistenza – Hotel Paviljonki, Jyväskylä (20 m) | Assistenza – Hotel Paviljonki, Jyväskylä (20 m) | Assistenza – Hotel Paviljonki, Jyväskylä (20 m) | –         | 129,49 km |
| Frazione 1 (24 ago) | PS6    | 16:56  | Valkola 2                                       | Laukaa                                          | Laukaa                                          | 8,42 km   | 129,49 km |
| Frazione 1 (24 ago) | PS7    | 17:39  | Lankamaa 2                                      | Laukaa                                          | Laukaa                                          | 23,47 km  | 129,49 km |
| Frazione 1 (24 ago) | PS8    | 18:32  | Laukaa 2                                        | Laukaa                                          | Laukaa                                          | 12,40 km  | 129,49 km |
| Frazione 1 (24 ago) | PS9    | 20:00  | SSS Killeri 1                                   | Jyväskylä                                       | Jyväskylä                                       | 2,06 km   | 129,49 km |
| Frazione 1 (24 ago) |        | 20:35  | Assistenza – Hotel Paviljonki, Jyväskylä (45 m) | Assistenza – Hotel Paviljonki, Jyväskylä (45 m) | Assistenza – Hotel Paviljonki, Jyväskylä (45 m) | –         | 129,49 km |
|                     |        |        |                                                 |                                                 |                                                 |           |           |
| Frazione 2 (25 ago) |        | 07:25  | Assistenza – Aeroporto Halli, Jämsä (20 m)      | Assistenza – Aeroporto Halli, Jämsä (20 m)      | Assistenza – Aeroporto Halli, Jämsä (20 m)      | –         | 180,55 km |
| Frazione 2 (25 ago) | PS10   | 08:03  | Talviainen 1                                    | Jämsä                                           | Juupajoki                                       | 30,30 km  | 180,55 km |
| Frazione 2 (25 ago) | PS11   | 09:16  | Vastila                                         | Orivesi                                         | Orivesi                                         | 17,40 km  | 180,55 km |
| Frazione 2 (25 ago) | PS12   | 09:51  | Paijala                                         | Kuhmoinen                                       | Jämsä                                           | 12,81 km  | 180,55 km |
| Frazione 2 (25 ago) |        | 10:48  | Assistenza – Aeroporto Halli, Jämsä (20 m)      | Assistenza – Aeroporto Halli, Jämsä (20 m)      | Assistenza – Aeroporto Halli, Jämsä (20 m)      | –         | 180,55 km |
| Frazione 2 (25 ago) | PS13   | 11:58  | Ehikki                                          | Jämsä                                           | Jämsä                                           | 19,07 km  | 180,55 km |
| Frazione 2 (25 ago) | PS14   | 12:36  | Parkkola                                        | Jyväskylä                                       | Jyväskylä                                       | 15,80 km  | 180,55 km |
| Frazione 2 (25 ago) | PS15   | 13:14  | Leustu                                          | Jyväskylä                                       | Jämsä                                           | 25,38 km  | 180,55 km |
| Frazione 2 (25 ago) |        | 14:34  | Assistenza – Aeroporto Halli, Jämsä (20 m)      | Assistenza – Aeroporto Halli, Jämsä (20 m)      | Assistenza – Aeroporto Halli, Jämsä (20 m)      | –         | 180,55 km |
| Frazione 2 (25 ago) | PS16   | 15:32  | Ouninpohja 1                                    | Jämsä                                           | Jämsä                                           | 34,11 km  | 180,55 km |
| Frazione 2 (25 ago) | PS17   | 16:35  | Vaheri                                          | Jämsä                                           | Jämsä                                           | 225,42 km | 180,55 km |
| Frazione 2 (25 ago) |        | 17:45  | Assistenza – Aeroporto Halli, Jämsä (45 m)      | Assistenza – Aeroporto Halli, Jämsä (45 m)      | Assistenza – Aeroporto Halli, Jämsä (45 m)      | –         | 180,55 km |
| Frazione 2 (25 ago) | PS18   | 20:15  | SSS Killeri 2                                   | 2,06 km                                         |                                                 |           | 180,55 km |
|                     |        |        |                                                 |                                                 |                                                 |           |           |
| Frazione 3 (26 ago) |        | 08:25  | Assistenza – Aeroporto Halli, Jämsä (20 m)      | Assistenza – Aeroporto Halli, Jämsä (20 m)      | Assistenza – Aeroporto Halli, Jämsä (20 m)      | –         | 96,34 km  |
| Frazione 3 (26 ago) | PS19   | 09:53  | Moksi - Leustu                                  | Jämsä                                           | Jämsä                                           | 40,84 km  | 96,34 km  |
| Frazione 3 (26 ago) |        | 11:33  | Assistenza – Aeroporto Halli, Jämsä (20 m)      | Assistenza – Aeroporto Halli, Jämsä (20 m)      | Assistenza – Aeroporto Halli, Jämsä (20 m)      | –         | 96,34 km  |
| Frazione 3 (26 ago) | PS20   | 12:45  | Talviainen 2                                    | Jämsä                                           | Juupajoki                                       | 30,30 km  | 96,34 km  |
| Frazione 3 (26 ago) | PS21   | 13:39  | Ouninpohja 2                                    | Jämsä                                           | Jämsä                                           | 25,20 km  | 96,34 km  |
| Frazione 3 (26 ago) |        | 14:34  | Assistenza – Aeroporto Halli, Jämsä (20 m)      | Assistenza – Aeroporto Halli, Jämsä (20 m)      | Assistenza – Aeroporto Halli, Jämsä (20 m)      | –         | 96,34 km  |
| Totale              | Totale | Totale | Totale                                          | Totale                                          | Totale                                          | Totale    | 406,38 km |

## Risultati

### Classifica
| Pos.                        | Nº       | Pilota             | Copilota               | Auto                          | Squadra                      | Classe     | Tempo     | Distacco | Punti    |
| Generale                    | Generale | Generale           | Generale               | Generale                      | Generale                     | Generale   | Generale  | Generale | Generale |
| --------------------------- | -------- | ------------------ | ---------------------- | ----------------------------- | ---------------------------- | ---------- | --------- | -------- | -------- |
| 1.                          | 1        | Marcus Grönholm    | Timo Rautiainen        | Peugeot 206 WRC (2001)        | Peugeot Total                | WRC        | 3h23'12"8 |          | 10       |
| 2.                          | 5        | Richard Burns      | Robert Reid            | Subaru Impreza WRC2001        | Subaru World Rally Team      | WRC        | 3h23'37"8 | +25"0    | 6        |
| 3.                          | 4        | Colin McRae        | Nicky Grist            | Ford Focus RS WRC 01          | Ford Motor Co. Ltd.          | WRC        | 3h23'45"1 | +32"3    | 4        |
| 4.                          | 16       | Harri Rovanperä    | Risto Pietiläinen      | Peugeot 206 WRC (2001)        | Peugeot Total                | WRC        | 3h23'46"7 | +33"9    | 3        |
| 5.                          | 18       | Markko Märtin      | Michael Park           | Subaru Impreza WRC2001        | Subaru World Rally Team      | WRC        | 3h24'30"7 | +1'17"9  | 2        |
| 6.                          | 3        | Carlos Sainz       | Luis Moya              | Ford Focus RS WRC 01          | Ford Motor Co. Ltd.          | WRC        | 3h24'53"3 | +1'40"5  | 1        |
| 7.                          | 6        | Petter Solberg     | Phil Mills             | Subaru Impreza WRC2001        | Subaru World Rally Team      | WRC        | 3h25'52"4 | +2'39"6  | -        |
| 8.                          | 23       | Sebastian Lindholm | Timo Hantunen          | Peugeot 206 WRC               | -                            | WRC        | 3h25'57"4 | +2'44"6  | -        |
| 9.                          | 22       | Pasi Hagström      | Tero Gardemeister      | Toyota Corolla WRC            | -                            | WRC        | 3h28'14"0 | +5'01"2  | -        |
| 10.                         | 8        | Freddy Loix        | Sven Smeets            | Mitsubishi Carisma GT Evo 6.5 | Marlboro Mitsubishi Ralliart | WRC        | 3h28'18"2 | +5'05"4  | -        |
| Coppa FIA piloti gruppo N   |          |                    |                        |                               |                              |            |           |          |          |
| 1. (25.)                    | 47       | Marcos Ligato      | Ruben Garcia           | Mitsubishi Lancer Evo VI      | -                            | N4 / Gr. N | 3h44'36"2 |          | 10       |
| 2. (26.)                    | 40       | Gabriel Pozzo      | Daniel Stillo          | Mitsubishi Lancer Evo VI      | -                            | N4 / Gr. N | 3h45'25"6 | +49"4    | 6        |
| 3. (27.)                    | 46       | Kaj Kuistila       | Kari Jokinen           | Mitsubishi Lancer Evo VI      | -                            | N4 / Gr. N | 3h45'59"8 | +1'23"6  | 4        |
| 4. (29.)                    | 84       | Jukka Ketomäki     | Jani Laaksonen         | Mitsubishi Lancer Evo IV      | -                            | N4 / Gr. N | 3h49'59"5 | +5'23"3  | 3        |
| 5. (30.)                    | 78       | Ari Laivola        | Markku Laakso          | Mitsubishi Lancer Evo VI      | -                            | N4 / Gr. N | 3h50'29"3 | +5'53"1  | 2        |
| 6. (31.)                    | 90       | Ignacio Sanfilippo | Víctor Pérez Rodríguez | Mitsubishi Lancer Evo VI      | -                            | N4 / Gr. N | 3h51'56"4 | +7'20"2  | 1        |
| Coppa FIA piloti Super 1600 |          |                    |                        |                               |                              |            |           |          |          |
| 1. (28.)                    | 53       | Sébastien Loeb     | Daniel Elena           | Citroën Saxo S1600            | -                            | A6 / S1600 | 3h49'19"6 |          | 10       |
| 2. (34.)                    | 52       | Andrea Dallavilla  | Giovanni Bernacchini   | Fiat Punto S1600              | -                            | A6 / S1600 | 3h54'41"5 | +5'21"9  | 6        |
| 3. (36.)                    | 62       | Jussi Välimäki     | Jakke Honkanen         | Peugeot 206 S1600             | -                            | A6 / S1600 | 3h57'13"0 | +7'53"4  | 4        |
| 4. (39.)                    | 54       | Larry Cols         | Yasmine Gerard         | Peugeot 206 S1600             | -                            | A6 / S1600 | 3h59'03"6 | +9'44"0  | 3        |
| 5. (44.)                    | 61       | Corrado Fontana    | Renzo Casazza          | Peugeot 206 S1600             | -                            | A6 / S1600 | 4h05'18"7 | +15'59"1 | 2        |
| 6. (48.)                    | 65       | Alejandro Galanti  | Fernando Zuleta        | Ford Puma S1600               | -                            | A6 / S1600 | 4h11'06"4 | +21'46"8 | 1        |
| Coppa FIA squadre           |          |                    |                        |                               |                              |            |           |          |          |
| 1. (20.)                    | 34       | Hamed Al-Wahaibi   | Tony Sircombe          | Subaru Impreza WRC2000        | Oman Arab World Rally Team   | WRC / TC   | 3h36'08"7 |          | 10       |

| Principali ritiri | Principali ritiri | Principali ritiri | Principali ritiri  | Principali ritiri             | Principali ritiri            | Principali ritiri | Principali ritiri | Principali ritiri |
| PS                | Nº                | Pilota            | Copilota           | Auto                          | Squadra                      | Classe            | Causa             | Pos. Rit.         |
| ----------------- | ----------------- | ----------------- | ------------------ | ----------------------------- | ---------------------------- | ----------------- | ----------------- | ----------------- |
| PS 1              | 7                 | Tommi Mäkinen     | Risto Mannisenmäki | Mitsubishi Lancer Evo 6.5     | Marlboro Mitsubishi Ralliart | WRC               | Sospensione       | -                 |
| PS 13             | 2                 | Didier Auriol     | Denis Giraudet     | Peugeot 206 WRC (2001)        | Peugeot Total                | WRC               | Sospensione       | 6º                |
| PS 16             | 20                | Juha Kankkunen    | Juha Repo          | Hyundai Accent WRC2           | Hyundai Castrol WRT          | WRC               | Rottura meccanica | 13º               |
| PS 19             | 17                | François Delecour | Daniel Grataloup   | Ford Focus RS WRC 01          | Ford Motor Co. Ltd.          | WRC               | Rottura meccanica | 15º               |
| PS 21             | 19                | Toni Gardemeister | Paavo Lukander     | Mitsubishi Carisma GT Evo 6.5 | Marlboro Mitsubishi Ralliart | WRC               | Incidente         | 11º               |

Legenda

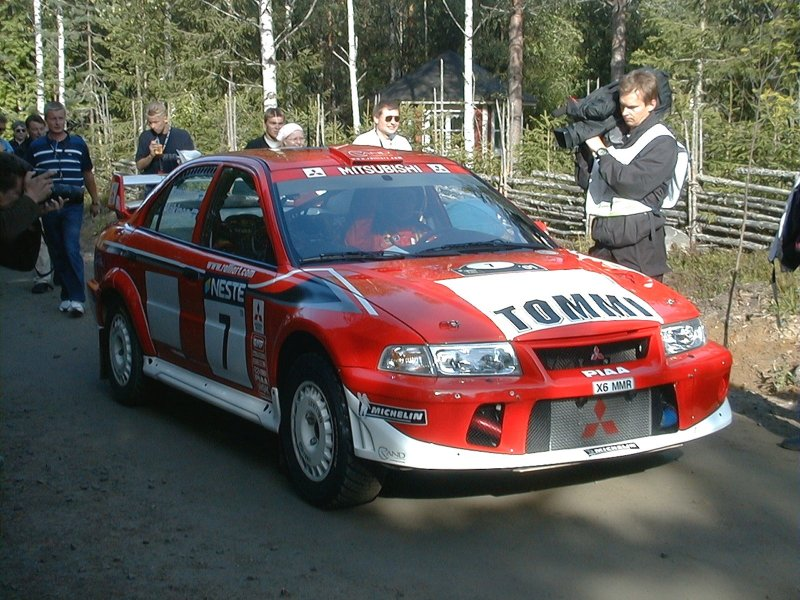
Il leader della classifica mondiale Tommi Mäkinen, ritiratosi nella prima speciale per la rottura della sospensione

Pos. = posizione; Nº = numero di gara; PS = prova speciale; Pos. rit. = posizione detenuta prima del ritiro.
| Icona | Classe                                                                                                 |
| ----- | --- |
| WRC   | Equipaggio di classe A8 (World Rally Car) che può conquistare punti per il campionato costruttori.     |
| WRC   | Equipaggio di classe A8 (World Rally Car) che non può conquistare punti per il campionato costruttori. |
| Gr. N | Equipaggio registrato alla Coppa FIA piloti gruppo N.                                                  |
| S1600 | Equipaggio registrato alla Coppa FIA piloti Super 1600.                                                |
| TC    | Equipaggio registrato alla Coppa FIA squadre (FIA Team Cup).                                           |
|       | Ulteriori classificazioni.                                                                             |

### Prove speciali
| Frazione            | Prova | Ora   | Nome           | Lunghezza | Vincitori                                          | Tempo   | Velocità media | Leader del rally                  |
| ------------------- | ----- | ----- | -------------- | --------- | -------------------------------------------------- | ------- | -------------- | --------------------------------- |
| Frazione 1 (24 Ago) | PS1   | 09:43 | Valkola 1      | 8,42 km   | Harri Rovanperä Risto Pietiläinen                  | 4'27"2  | 113,4 km/h     | Harri Rovanperä Risto Pietiläinen |
| Frazione 1 (24 Ago) | PS2   | 10:58 | Lankamaa 1     | 23,47 km  | Marcus Grönholm Timo Rautiainen                    | 11'33"5 | 121,8 km/h     | Harri Rovanperä Risto Pietiläinen |
| Frazione 1 (24 Ago) | PS3   | 11:19 | Laukaa 1       | 12,40 km  | Marcus Grönholm Timo Rautiainen                    | 6'06"6  | 121,8 km/h     | Marcus Grönholm Timo Rautiainen   |
| Frazione 1 (24 Ago) | PS4   | 13:25 | Mokkipera      | 13,38 km  | Richard Burns Robert Reid                          | 6'26"8  | 124,5 km/h     | Marcus Grönholm Timo Rautiainen   |
| Frazione 1 (24 Ago) | PS5   | 14:06 | Palsankyla     | 25,47 km  | Marcus Grönholm Timo Rautiainen                    | 13'48"7 | 110,6 km/h     | Marcus Grönholm Timo Rautiainen   |
| Frazione 1 (24 Ago) | PS6   | 16:56 | Valkola 2      | 8,42 km   | Marcus Grönholm Timo Rautiainen                    | 4'27"7  | 113,4 km/h     | Marcus Grönholm Timo Rautiainen   |
| Frazione 1 (24 Ago) | PS7   | 17:39 | Lankamaa 2     | 23,47 km  | Richard Burns Robert Reid                          | 11'35"4 | 121,5 km/h     | Marcus Grönholm Timo Rautiainen   |
| Frazione 1 (24 Ago) | PS8   | 18:32 | Laukaa 1       | 12,40 km  | Markko Märtin Michael Park                         | 6'06"0  | 122,0 km/h     | Richard Burns Robert Reid         |
| Frazione 1 (24 Ago) | PS9   | 20:00 | Killeri 1      | 2,06 km   | Carlos Sainz Luis Moya e Petter Solberg Phil Mills | 1'21"2  | 91,3 km/h      | Richard Burns Robert Reid         |
|                     |       |       |                |           |                                                    |         |                |                                   |
| Frazione 2 (25 Ago) | PS10  | 08:03 | Talviainen 1   | 30,30 km  | Marcus Grönholm Timo Rautiainen                    | 15'06"2 | 120,4 km/h     | Marcus Grönholm Timo Rautiainen   |
| Frazione 2 (25 Ago) | PS11  | 09:16 | Vastila        | 17,40 km  | Harri Rovanperä Risto Pietiläinen                  | 8'22"4  | 124,7 km/h     | Marcus Grönholm Timo Rautiainen   |
| Frazione 2 (25 Ago) | PS12  | 09:51 | Paijala        | 12,81 km  | Carlos Sainz Luis Moya                             | 6'01"9  | 127,4 km/h     | Marcus Grönholm Timo Rautiainen   |
| Frazione 2 (25 Ago) | PS13  | 11:58 | Ehikki         | 19,07 km  | Harri Rovanperä Risto Pietiläinen                  | 9'18"5  | 122,9 km/h     | Marcus Grönholm Timo Rautiainen   |
| Frazione 2 (25 Ago) | PS14  | 12:36 | Parkkola       | 15,80 km  | Colin McRae Nicky Grist                            | 8'03"6  | 117,6 km/h     | Marcus Grönholm Timo Rautiainen   |
| Frazione 2 (25 Ago) | PS15  | 13:14 | Leustu         | 25,38 km  | Harri Rovanperä Risto Pietiläinen                  | 11'38"3 | 121,6 km/h     | Marcus Grönholm Timo Rautiainen   |
| Frazione 2 (25 Ago) | PS16  | 15:32 | Ouninpohja 1   | 34,11 km  | Harri Rovanperä Risto Pietiläinen                  | 16'29"9 | 124,0 km/h     | Marcus Grönholm Timo Rautiainen   |
| Frazione 2 (25 Ago) | PS17  | 16:35 | Vaheri         | 225,42 km | Colin McRae Nicky Grist                            | 12'20"6 | 123,6 km/h     | Marcus Grönholm Timo Rautiainen   |
| Frazione 2 (25 Ago) | PS18  | 20:15 | Killeri 2      | 2,06 km   | Marcus Grönholm Timo Rautiainen                    | 1'20"3  | 92,4 km/h      | Marcus Grönholm Timo Rautiainen   |
|                     |       |       |                |           |                                                    |         |                | Marcus Grönholm Timo Rautiainen   |
| Frazione 3 (26 Ago) | PS19  | 09:53 | Moksi - Leustu | 40,84 km  | Richard Burns Robert Reid                          | 20'52"2 | 117,4 km/h     | Marcus Grönholm Timo Rautiainen   |
| Frazione 3 (26 Ago) | PS20  | 12:11 | Talviainen 2   | 30,30 km  | Harri Rovanperä Risto Pietiläinen                  | 14'53"6 | 122,1 km/h     | Marcus Grönholm Timo Rautiainen   |
| Frazione 3 (26 Ago) | PS21  | 13:39 | Ouninpohja 2   | 25,20 km  | Richard Burns Robert Reid                          | 11'43"6 | 128,9 km/h     | Marcus Grönholm Timo Rautiainen   |

## Classifiche mondiali
Classifica piloti
| Pos. | Pos. | Pilota            | Punti |
| ---- | ---- | ----------------- | ----- |
| 1    |      | Tommi Mäkinen     | 40    |
| 2    |      | Colin McRae       | 34    |
| 3    |      | Carlos Sainz      | 27    |
| 4    |      | Harri Rovanperä   | 23    |
| 5    |      | Richard Burns     | 21    |
| 6    | 8    | Marcus Grönholm   | 14    |
| 7    | 1    | François Delecour | 14    |
| 8    | 1    | Didier Auriol     | 10    |
| 9    | 1    | Petter Solberg    | 9     |
| 10   | 1    | Freddy Loix       | 9     |
| 11   | 1    | Armin Schwarz     | 7     |
| 12   | 1    | Gilles Panizzi    | 6     |
| 13   | 1    | Thomas Rådström   | 6     |
| 14   | 1    | Toni Gardemeister | 5     |
| 15   |      | Toshihiro Arai    | 3     |
| 16   | N    | Markko Märtin     | 2     |
| 17   | 1    | Alister McRae     | 1     |
| 18   | 1    | Philippe Bugalski | 1     |
| 19   |      | Pasi Hagström     | 1     |
| 20   | 2    | Gabriel Pozzo     | 1     |

Classifica costruttori WRC
| Pos. | Pos. | Squadra                      | Punti |
| ---- | ---- | ---------------------------- | ----- |
| 1    |      | Marlboro Mitsubishi Ralliart | 66    |
| 2    |      | Ford Motor Co. Ltd.          | 66    |
| 3    | 1    | Peugeot Total                | 39    |
| 4    | 1    | Subaru World Rally Team      | 35    |
| 5    |      | Škoda Motorsport             | 15    |
| 6    |      | Hyundai Castrol WRT          | 10    |

Legenda: Pos.= Posizione;  N = In classifica per la prima volta.